# Drăgușeni (okręg Jassy)
Drăgușeni – wieś w Rumunii, w okręgu Jassy, w gminie Drăgușeni. W 2011 roku liczyła 886 mieszkańców.